# Zwieselbach (Rednitz)
Der Zwieselbach ist ein fast zehn Kilometer langer Bach im bayerischen Mittelfranken, der nach meist ostsüdöstlichem Lauf beim Stadtteil Wolkersdorf des kreisfreien Schwabach von links in die untere Rednitz mündet.

## Geographie

### Verlauf
Der Zwieselbach entsteht etwa einen halben Kilometer östlich des Dorfes Oedenreuth von Markt Roßtal im Landkreis Fürth an der neben der St 2409 stehenden Kläranlage auf etwa 395 m ü. NHN. Er läuft seinen ersten knappen Kilometer in einem sehr geraden Graben meist neben Wiesen ostwärts und wird dann von der B 14 auf ihrem Abschnitt zwischen Ansbach und Nürnberg gekreuzt. Gleich danach wechselt er seine Laufrichtung auf ostsüdöstliche Richtung, die er bis zum Mündungsort beibehält, und läuft zwischen den teils bis ans Ufer reichenden Roßtaler Orten Großweismannsdorf zur Linken und Kleinweismannsdorf zur Rechten hindurch. Künftig fließt er außerhalb der berührten Ortschaften in sich nunmehr stärker eintiefender Talmulde meist in oder am Rand eines schmalen Wiesenstreifens oft unter bewaldeten Hängen.
Nach einem Abschnitt als Grenzgewässer tritt er ins Gemeindegebiet von Rohr im Landkreis Roth über. Dort mündet beim überwiegend gegenüber am Unterhang stehenden Ort Hengdorf von rechts der Regelbach zu, aus dessen Tal die Kreisstraße (zunächst RH 11) ins Tal eintritt, die dem Bach nun fast bis zur Mündung folgt. Weiter abwärts erstreckt sich das ebenfalls gegenüber einem Zufluss überwiegend linksseits liegenden Nemsdorf sogar bis weit auf die anschließende Hochebene. Kurz vor der folgenden Gemeinde- und Kreisgrenze liegen zwei größere Teiche auf dem Talgrund.
Jenseits der Grenze setzt das Gewässer seinen Lauf neben der Kreisstraße (nun SC 1) durch das gleich anschließende  Pfarrdorf Dietersdorf nun in der kreisfreien Stadt Schwabach fort. Nach einem wieder außerörtlichen Abschnitt erreicht der Bach am Zulauf seines größten, ebenfalls rechten Zuflusses Baimbach an dessen Wasserschloss die Siedlungsgrenze von Wolkersdorf, des größten und letzten Ortes am Lauf. Diesen durchquert er nunmehr ostwärts und abschnittsweise verdolt. Am anderen Dorfende kreuzt er sich mit dem flussparallelen Weihergraben in der linken Flussaue und mündet gleich danach auf etwa 305 m ü. NHN in die untere Rednitz.
Der Zwieselbach mündet nach einem etwa 9,8 km langen Lauf mit mittlerem Sohlgefälle von rund 9,2 ‰ etwa 90 Höhenmeter unterhalb seines Ursprungs. Am Ufer der Bachs steht, wo er nicht am Waldrand entlangläuft, kaum je ein Baum oder Strauch.

### Einzugsgebiet
Der Zwieselbach hat ein etwa 20,2 km² großes Einzugsgebiet, dessen größte Höhen an der Westnordwestspitze und im Zuge der westlichen rechten Wasserscheide mehrfach Höhen um 410 m ü. NHN erreicht. Es gehört naturräumlich fast vollständig zu den Bibert-Schwabach-Rezat-Platten im Unterraum Südliche Mittelfränkische Platten des Mittelfränkischen Beckens, nur ein kleiner Mündungszwickel zur Rednitzaue, die demselben Unterraum zugeordnet ist.
Es grenzt reihum an die Einzugsgebiete der folgenden Nachbargewässer:
- Ganz im Westen konkurriert hinter kurzem Wasserscheidenabschnitt die Bibert über ihren Zulauf Roßtaler Mühlbach;
- jenseits der nördlichen Wasserscheiden führen nacheinander Grundbach, Herbstgraben und mündungsnahe dann nurmehr sehr kleine Gewässer den Abfluss der anderen Seite zur Rednitz;
- im Süden grenzt überall das Einzugsgebiet des größeren Rednitz-Zuflusses Schwabach an, im Südwesten spezieller das ihres Zulaufes Schwallbach.

### Zuflüsse
- Regelsbach, von rechts und Westsüdwesten auf etwa 347 m ü. NHN bei Rohr-Hengdorf, ca. 1,8 km[BA 2] und ca. 3,4 km²[BA 3] Entspringt auf etwa 385 m ü. NHN am Westrand von Rohr-Regelsbach.
- Wintergraben[2], von rechts und Süden auf etwa 341 m ü. NHN in Rohr-Nemsdorf, ca. 0,6 km[BA 2] und ca. 0,4 km²[BA 3] Entsteht auf etwa 358 m ü. NHN.
- Baimbach, von rechts und Westen auf etwa 317 m ü. NHN am Wasserschloss von Schwabach-Wolkersdorf, ca. 2,6 km[BA 2] und ca. 4,7 km²[BA 3] Entsteht auf etwa 354 m ü. NHN wenig nordwestlich von Schwabach-Oberbaimbach.